# Zoo de Twycross
Le Zoo de Twycross est un parc zoologique anglais situé dans le Leicestershire, à Twycross. Fondé en 1963 par Molly Badham et Nathalie Evans, il attire en moyenne 500 000 visiteurs par an[réf. nécessaire].